# Dichodontium pellucidum
Dichodontium pellucidum là một loài Rêu trong họ Dicranaceae. Loài này được (Hedw.) Schimp. mô tả khoa học đầu tiên năm 1856.